# Rödnäbbad buskvaktel
Rödnäbbad buskvaktel (Perdicula erythrorhyncha) är en asiatisk fågel i familjen fasanfåglar inom ordningen hönsfåglar.

## Utseende
Rödnäbbad buskvaktel är en 18 cm lång hönsfågel med röd näbb och röda ben samt svartfläckad ovansida. Hanen har vitt ögonbrynsstreck och även vitt på strupen, men svart haklapp och svart ögonmask. Honan är istället rostbrun i ögonbrynsstreck samt på strupe och örontäckare.

## Utbredning och systematik
Rödnäbbad buskvaktel är endemisk för Indien och delas in i två underarter med följande utbredning:
- Perdicula erythrorhyncha erythrorhyncha – förekommer i västra Indien (Västra Ghats)
- Perdicula erythrorhyncha blewitti – förekommer i centrala och östra Indien

## Status och hot
Arten har ett stort utbredningsområde och en stor population med stabil utveckling och tros inte vara utsatt för något substantiellt hot. Utifrån dessa kriterier kategoriserar internationella naturvårdsunionen IUCN arten som livskraftig (LC). Världspopulationen har inte uppskattats men den beskrivs som lokalt vanlig över stora delar av utbredningsområdet.

## Bilder

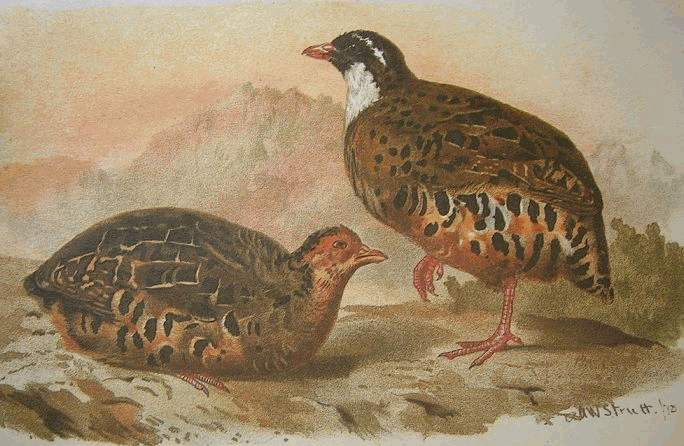
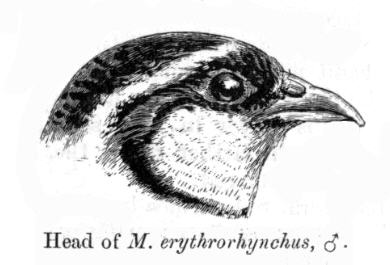